# Metamorpha pallida
Metamorpha pallida är en fjärilsart som beskrevs av Hans Fruhstorfer 1907. Metamorpha pallida ingår i släktet Metamorpha och familjen praktfjärilar. Inga underarter finns listade i Catalogue of Life.